# Angela Kulikov
Angela Kirsten Kulikov (Los Angeles, 31 maart 1998) is een tennisspeelster uit de Verenigde Staten van Amerika. Kulikov is actief in het internationale tennis sinds 2018.

## Loopbaan

### Enkelspel
Kulikov kwalificeerde zich één keer voor de hoofdtabel van een ITF-toernooi, in 2019 in Cancún (Mexico) – zij bereikte er de halve finale. Door haar beperkte deelname aan het enkelspel kreeg zij nooit een ranglijstpositie bij de WTA.

### Dubbelspel
Kulikov is bijna uitsluitend in het dubbelspel actief. Zij debuteerde in 2012 op het ITF-toernooi van El Paso (VS), samen met landgenote Emma Higuchi, maar zij werd pas in 2018 echt actief op het ITF-circuit. Zij stond in 2019 voor het eerst in een finale, op het ITF-toernooi van Cancún (Mexico), samen met landgenote Rianna Valdes – zij verloren van het Braziliaanse duo Ingrid Gamarra Martins en Eduarda Piai. Een maand later veroverde Kulikov haar eerste titel, op het ITF-toernooi van Concord (VS), terug met Valdes, door het Amerikaanse duo Elizabeth Halbauer en Ingrid Neel te verslaan. In mei 2022 bereikte Kulikov de finale van het $100k-ITF-toernooi van Charleston met landgenote Sophie Chang aan haar zijde – daarmee kwam zij binnen op de top 150 van de wereldranglijst. Tot op heden(juli 2023) won zij zeven ITF-titels, de meest recente in 2023 in Charleston (VS).
In 2021 speelde Kulikov voor het eerst op een WTA-hoofdtoernooi, op het toernooi van Concord, samen met landgenote Rianna Valdes – zij wonnen hun openingspartij. Zij stond in 2022 voor het eerst in een WTA-finale, op het toernooi van Hamburg, samen met landgenote Sophie Chang – hier veroverde zij haar eerste titel, door het koppel Miyu Kato en Aldila Sutjiadi te verslaan. Daarmee steeg zij naar de top 100 van de WTA-ranglijst.
Haar hoogste notering op de WTA-ranglijst is de 57e plaats, die zij bereikte in oktober 2022.

## Persoonlijk
In de periode 2016–2021 studeerde Kulikov cognitiewetenschap aan de University of Southern California, met als bijvak sportmedia-industrieën. Daar speelde zij college-tennis bij de USC Trojans.

## Posities op deWTA-ranglijst
Positie per einde seizoen:
| jaar | rang enkelspel | rang dubbelspel |
| ---- | -------------- | --------------- |
| 2019 | –              | 449             |
| 2020 | –              | 414             |
| 2021 | –              | 308             |
| 2022 | –              | 57              |

## Palmares
| Legenda                 |
| ----------------------- |
| Grandslamtoernooi       |
| Olympische Spelen       |
| Year-End Championships  |
| Premier Mandatory       |
| Premier Five / WTA 1000 |
| Premier / WTA 500       |
| International / WTA 250 |
| Challenger / WTA 125    |

### WTA-finaleplaatsen enkelspel
geen

### WTA-finaleplaatsen vrouwendubbelspel
| nr.              | finale     | toernooi      | ondergrond | partner             | tegenstandsters                        | score            |         |
| ---------------- | ---------- | ------------- | ---------- | ------------------- | -------------------------------------- | ---------------- | ------- |
| gewonnen finales |            |               |            |                     |                                        |                  |         |
| 1.               | 2022-07-23 | WTA Hamburg   | gravel     | Sophie Chang        | Miyu Kato Aldila Sutjiadi              | 6-3, 4-6, [10-6] | details |
| verloren finales |            |               |            |                     |                                        |                  |         |
| 1.               | 2022-08-20 | WTA Vancouver | hardcourt  | Tímea Babos         | Miyu Kato Asia Muhammad                | 3-6, 5-7         | details |
| 2.               | 2022-10-09 | WTA Monastir  | hardcourt  | Miyu Kato           | Kristina Mladenovic Kateřina Siniaková | 2-6, 0-6         | details |
| 3.               | 2023-07-29 | WTA Hamburg   | gravel     | Miriam Kolodziejová | Anna Danilina Aleksandra Panova        | 4-6, 2-6         | details |